# Qc-Story
Qc-Story (Quality Control Story) es un método de solución de problemas, basado en los hechos y datos, y que tiene una representación gráfica del proceso control de calidad. Hace parte de varios Sistemas de producción (administración) como parte de la dimensión calidad, en el caso del Monozukuri está inmerso dentro del QRQC (Quick Response Quality Control).

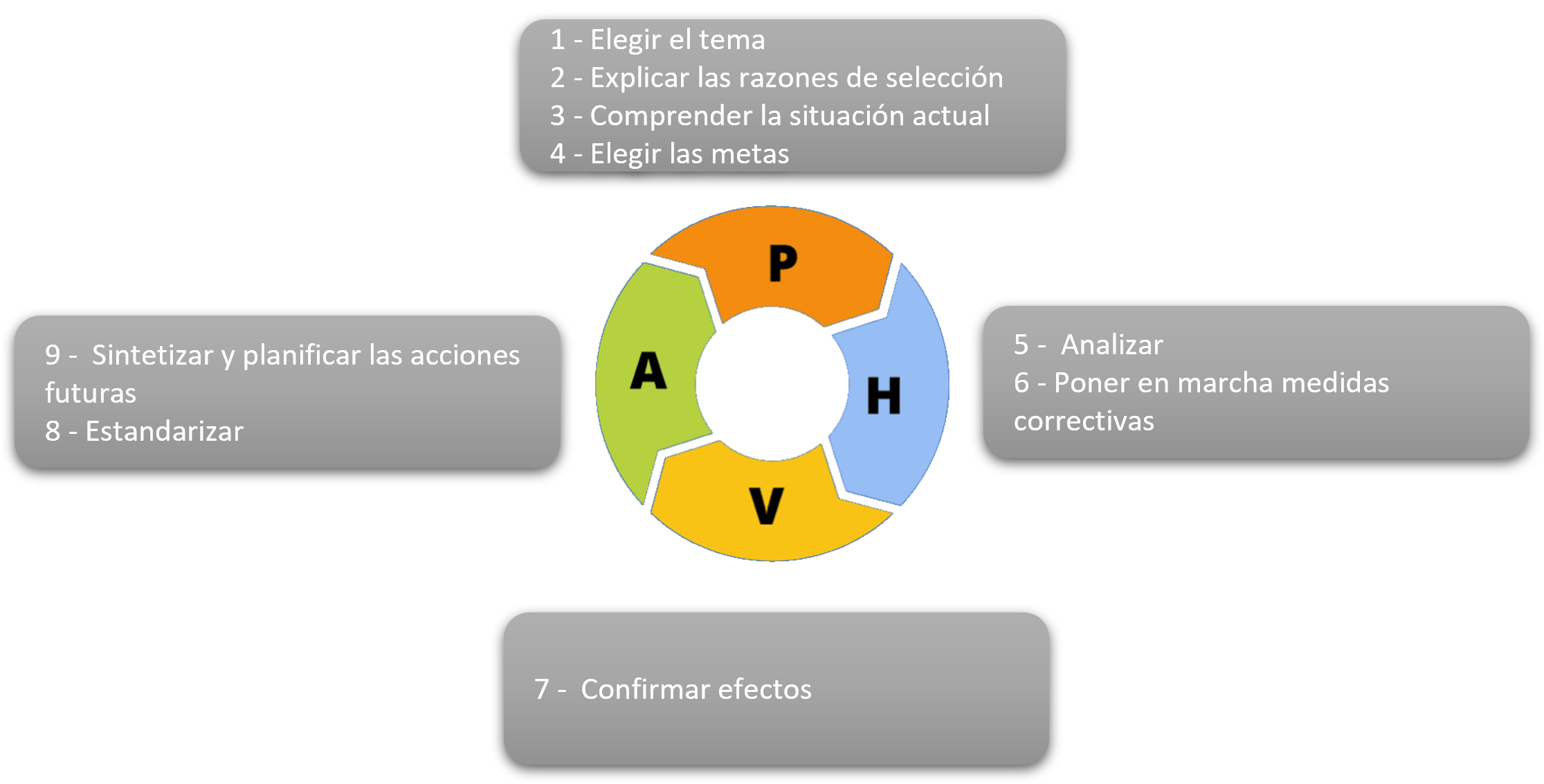
Las nueve etapas qc story

## Las nueve etapas del QC-Story[1]

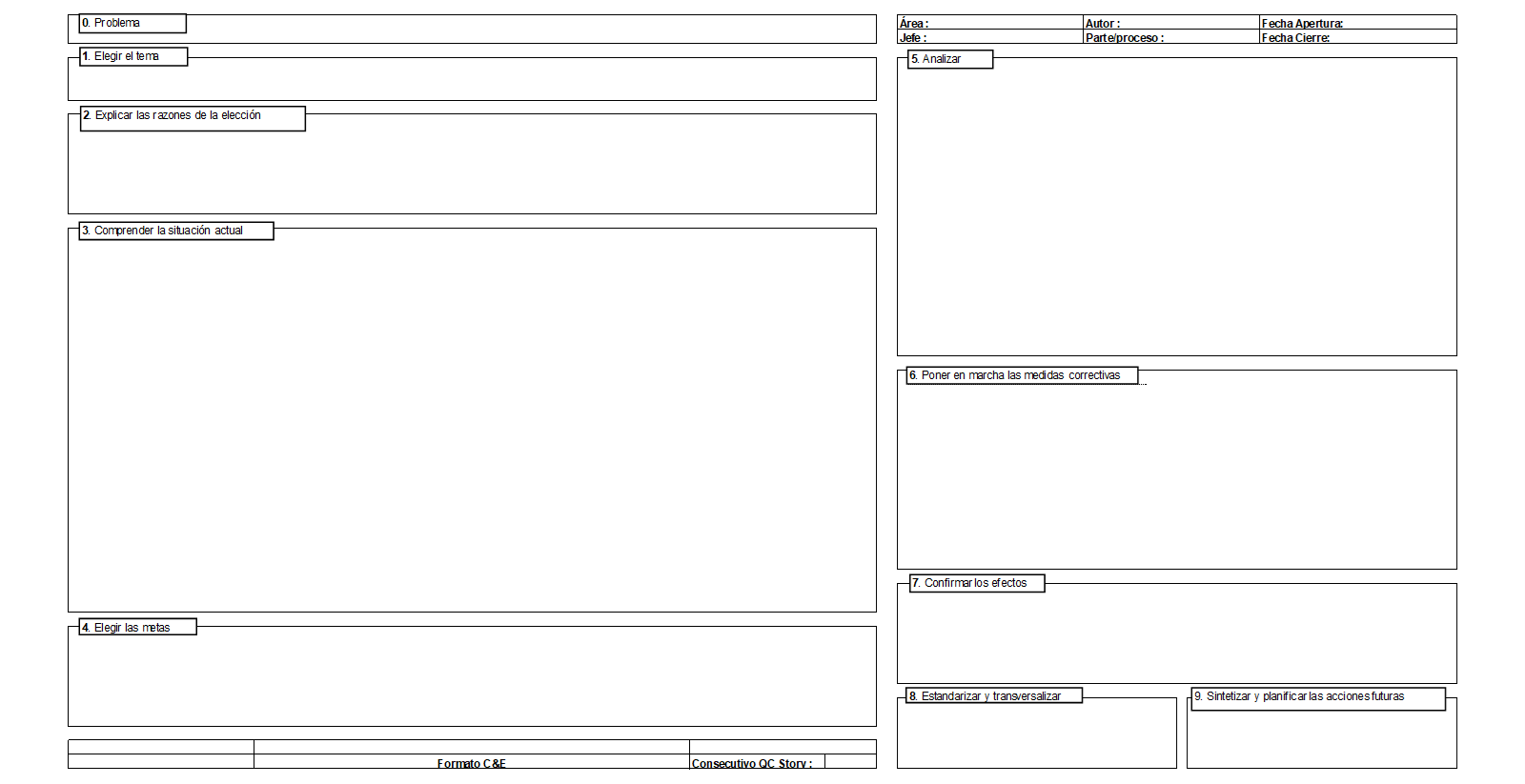
Formato con las nueve etapas de qc story

1- Elegir el tema: Utilizando los resultados de los talleres, departamentos, y teniendo en cuenta los objetivos; pero también los problemas diarios, las
solicitudes de la jerarquía se elabora una “lista de temas”.
2- Explicar las razones de la selección: Explicar la importancia y la urgencia del problema.
3- Comprender la situación actual: Observar, tomar datos, clasificar y graficar
4- Elegir las metas: Viene determinada por el compromiso entre el ideal y las dificultades como el tiempo, la mano
de obra y el dinero que es posible invertir en el proyecto. Para eso, es más fácil fijar los objetivos de la mejora una vez que delimitó bien la situación
existente en la etapa 3. 
5- Analizar: Utilizando el Diagrama de Ishikawa y Los cinco ¿Por qué? para encontrar las causa profundas.
6- Poner en marcha las medidas correctivas: Esta etapa está vinculada directamente con la etapa anterior, este vínculo debe ser visible
sobre el QC story utilizando por ejemplo los números entre las causas definidas y las acciones aplicadas.
7- Confirmar los efectos:
- Comparar las condiciones iniciales (etapa 3) con la ayuda de los datos (gráficos).
- Si los resultados pueden convertirse en ganancias (moneda), es preferible.
- Es necesario mostrar la situación antes y después de la acción correctiva y utilizar los mismos gráficos que en la etapa 4.
- Dentro de lo que cabe, es necesario mostrar el efecto de cada acción sobre el resultado final (numerar).

8- Estandarizar: La acción correctiva debe estandarizarse para evitar que errores se presenten, es
necesario revisar o establecer el “Estándar” de trabajo y si el problema procede del método operatorio, formar al operador en esta nueva norma, si es posible, extender las acciones correctivas a las partes, proceso u operaciones similares.

9- Sintetizar y planificar las acciones futuras: Después de que el objetivo se haya alcanzado, el progreso y los resultados son consignados en un documento que servirá de referencia para problemas futuros.